# Polystachya poikilantha
Polystachya poikilantha är en orkidéart som beskrevs av Friedrich Fritz Wilhelm Ludwig Kraenzlin. Polystachya poikilantha ingår i släktet Polystachya och familjen orkidéer. Inga underarter finns listade i Catalogue of Life.